# Torishima
Torishima (鳥島?), Tori-shima o Tori Shima, che letteralmente significa «Isola degli Uccelli», è un'isola giapponese situata all'estremità meridionale delle Isole Izu (Nanpo Shoto), proprio a nord delle Isole Bonin. Talvolta viene chiamata anche Izu Torishima (伊豆鳥島?) per distinguerla da altre isole omonime.

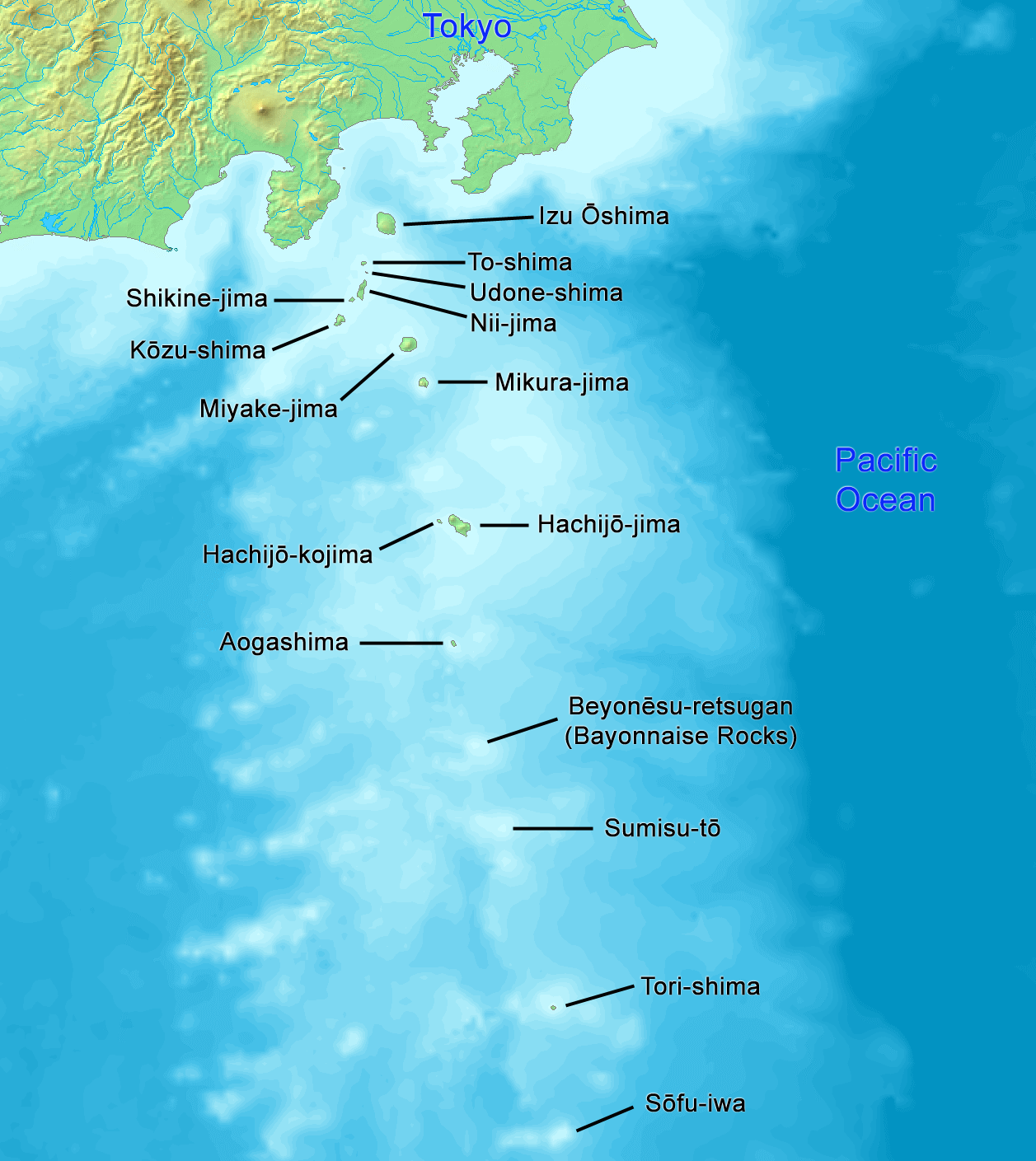
Carta geografica delle Isole Izu.

Izu Torishima, come tutte le Isole Izu, fa appartiene alla prefettura di Tokyo e fa parte del Parco Nazionale Fuji-Hakone-Izu. L'intera isola è costituita da un singolo vulcano, ancora attivo, che ha eruttato anche in anni recenti. Le eruzioni più significative furono quelle del 1902, 1939 e 2002. Venne occupata prima del 1902, ma dopo che un'eruzione vulcanica distrusse il primo insediamento non ve ne furono fondati altri. Ora è un santuario per gli uccelli e può essere visitata esclusivamente da ricercatori scientifici muniti di un permesso speciale. Tuttavia sono molto popolari le gite turistiche in barca per gli appassionati di birdwatching.
Nel 1841, il quattordicenne Nakahama Manjiro e quattro suoi amici fecero naufragio su Torishima, prima di essere tratti in salvo dalla baleniera americana John Howland (al comando del Capitano William H. Whitfield).